# Йосиф Слипий
Йосиф Слипий (на украински: Йосиф Сліпий; на руски: Йосиф Слипый или Слепо́й) е източнокатолически духовник от Украйна, титулярен серски архиепископ и коадютор на Лвовската архиепархия с право на наследяване от 25 ноември 1939 до 1 ноември 1944 година, архиепископ на Лвов и глава на Украинската гръкокатолическа църква от 1 ноември 1944 до 23 декември 1963 година, върховен архиепископ лвовски от 1963 до смъртта си в изгнание в 1984 година, кардинал-свещеник от 22 февруари 1965 година с титлата на църквата „Свети Атанасий“ от 25 февруари 1965 година. Епископ Йосиф лежи в съветски лагери в Сибир от 1945 до 1953 и от 1958 до 1963 година, когато е освободен и принуден да емигрира.

## Биография
Роден е на 17 февруари 1892 година в голямо семейство в украинското село Заздрост (на украински Заздрист), тогава в Кралство Галиция и Лодомерия на Австро-Унгария. Баща му е Иван Коберницки-Слипий, а майка му - Анастасия Дичковска. Според традицията семейството носи прозвището Слипий, тоест Слепи от предшественик, който през 1709 година е бил ослепен от руснаците, защото се е сражавал при Полтава срещу цар Петър I на страната на хетман Иван Мазепа и шведския крал Карл XII. Предците на Йосиф Слипий търгували на пазара в Бучачи.
Йосиф Слипий в 1898 - 1901 година учи в основното училище на родното си село. От втори клас изучава полски и немски език. През 1911 година завършва с отличие Тернополската украинска гимназия. Митрополит Андрей Шептицки, при едно от посещенията си в Тернополска област, забелязва високия 2 m Слипий, който пее в църковния хор на гимназията с мощен класив бас, и го взима под своя опека.
В 1911 година Йосиф Слипий влиза в гръкокатолическата Лвовската духовна семинария. Митрополит Андрей, виждайки таланта на Йосиф, го изпраща да учи в колежа Канизианум в Инсбрук, Австрия, който завършва в 1917 година.
След завръщането му в Русия, на 30 септември 1917 година в Унивската лавра на Украинската гръкокатолическа църква митрополит Андрей го ръкополага за свещеник. В 1918 година в Инсбрук Йосиф Слипий защитава докторската си теза „Концепцията за вечния живот на Свети Евангелист Йоан“ (на немски: Die Auffassung des ewigen Lebens nach dem heiligen Evangelisten Johannes). В 1921 година се хабилитира с труда „Учение за Светата Троица на византийския патриарх Фотий“ (Die Trinitatslehre des byzantinischen Patriarchen Photios).
След Инсбрук Йосиф Слипий се връща в Рим, където от 1920 до 1922 година учи в Папския източен институт и в Папския Григориански университет.
От 1922 година е професор по догматика в семинарията в Лвов, който след Първата световна война вече е в новосъздадената Втора полска република. От 1926 година е ректор на учебното заведение. Организаторът на Богословското научно дружество и от 1926 година негов постоянен глава, автор е на статута му и събира в него редица учени. В 1923 година Йосиф Слипий основава и редактира тримесечника „Богословие“. На 14 април 1929 става ректор на новооснованата Лвовска богословска академия, чието тържествено откриване се състои на 6 октомври 1929 година.